# Roellobryon
Roellobryon, monotipski rod pravih mahovina iz porodice Bryaceae. Jedina je vrsta R. roellii sa sjeverozapada Sjeverne Amerike.
Rod je nekada uključivan u vlastitu porodicu Roellobryaceae Ochyra, 2011.

## Sinonimi
- Roellia Kindb., 1897; nevažeće ime
- Roellia roellii (Broth.) A.L. Andrews ex H.A. Crum, 1967
- Mnium roellii Broth., 1890